# 市立柏原病院
市立柏原病院（しりつかしわらびょういん）は、大阪府柏原市にある医療機関である。柏原市病院事業の設置等に関する条例により設置された市立の病院である。

## 沿革
- 1956年 - 開院。
- 2004年 - 病院を建て替え。
- 2010年4月1日 - 地方公営企業法全部適用。

## 診療科
- 内科
- 外科
  - 消化器外科
  - 乳腺外科
  - 一般外科
- 泌尿器科
- 整形外科
- 小児科
- 産婦人科
- 眼科
- 耳鼻咽喉科
- 皮膚科
- 放射線科
- リハビリテーション科

## 医療機関の認定
- 保険医療機関[1]
- 生活保護法指定病院（中国残留邦人等の円滑な帰国の促進並びに永住帰国した中国残留邦人等及び特定配偶者の自立の支援に関する法律（平成六年法律第三十号）に基づく指定医療機関を含む。）[1]
- 労災保険指定病院[1]
- 原子爆弾被害者一般疾病医療取扱病院[1]
- 臨床研修病院[1]
- 母体保護法指定医の配置されている医療機関[1]
- 指定自立支援病院（更生医療）[1]
- 指定自立支援病院（育成医療）[1]
- DPC対象病院[1]
- 診療科名中に産婦人科、産科又は婦人科を有する病院にあっては、公益財団法人日本医療機能評価機構が定める産科医療補償制度標準補償約款と同一の産科医療補償約款に基づく補償の有無[1]

## 交通アクセス
- 近鉄大阪線法善寺駅下車、徒歩約4分。
- JR大和路線柏原駅下車、徒歩約12分。